# Odontochilus guangdongensis
Odontochilus guangdongensis är en orkidéart som beskrevs av S.C.Chen, S.W.Gale och Phillip James Cribb. Odontochilus guangdongensis ingår i släktet Odontochilus och familjen orkidéer. Inga underarter finns listade i Catalogue of Life.